# Анастасия Пашова
Анастасия Николаева Пашова е българска антроположка с преподавателска и научна дейност в сферата на интеркултурното образование, етнокултурната идентичност на малцинствените групи, етнопедагогиката, историческата антропология, етносоциологията и социологията на семейството.

## Биография
Родена е в Летница, Ловешко, на 1 септември 1956 г. Завършва Априловската гимназия в Габрово, а след това педагогика в Софийския държавен университет (1979). Специализира в Института по психология в Москва (1988). Докторат защитава през 1995 г.
Асистент (1979) и доцент (1998) в Югозападния университет „Неофит Рилски“ в Благоевград.